# 소크라테스의 죽음
《소크라테스의 죽음》(프랑스어: La Mort de Socrate)은 1787년 프랑스 화가 자크루이 다비드가 캔버스에 유화로 그린 작품이다. 이 그림은 1780년대에 유행했던 신고전주의 양식의 일부로, 고전 시대 주제 중 하나인 플라톤이 《파이돈》에서 말한 소크라테스의 처형 이야기를 묘사한 것이다. 이 이야기에서 소크라테스는 아테네의 젊은이들을 타락시키고 이상한 신들을 소개한 죄로 유죄 판결을 받은 뒤 독약을 마시는 사형을 선고받았다. 소크라테스는 기회가 왔을 때 도망치지 않고 자신의 죽음을 제자들을 위한 마지막 교훈으로 삼아 담담하게 마주한다. 《파이돈》은 소크라테스의 죽음을 묘사한 플라톤의 네 번째이자 마지막 대화편으로, 《에우튀프론》, 《소크라테스의 변론》, 《크리톤》에도 자세히 설명되어 있는 이 철학자의 마지막 날을 상세히 묘사하고 있다.

## 설명
이 그림에서 노인 소크라테스는 흰 가운을 입고 침대에 똑바로 앉아 한 손은 독이 든 잔 위로 뻗어 있고 다른 손은 허공에 손짓을 하며 여전히 가르치고 있다. 소크라테스는 다양한 연령대의 친구들에게 둘러싸여 있는데, 침착한 태도를 유지하고 있는 소크라테스와는 달리 대부분 감정적으로 괴로워하는 모습을 보인다. 그에게 잔을 건네는 청년은 한 손으로 얼굴을 가린 채 다른 곳을 바라보고 있다. 크리톤은 스승의 무릎을 움켜쥐고 그의 말을 열심히 듣고 있다. 노인 플라톤은 침대 끝에 앉아 고개를 숙여 자신의 무릎을 들여다보고 있다. 왼쪽에는 배경 벽에 설치된 아치 사이로 다른 남자들이 보인다. 배경 계단에는 남편을 일찍이 떠난 소크라테스의 아내 크산티페가 뒤돌아보며 안타까운 표정을 짓고 있다.
데이비드는 이 그림에서 감정을 강조하기 위하여 색채를 사용한다. 그림의 가장자리에서는 붉은 색조가 더욱 차분해지고 중앙으로 갈수록 더욱 선명해지며, 독이 든 잔을 들고 있는 남자의 짙은 붉은 옷에서 절정에 달하는데, 이는 일반적으로 소크라테스가 잔에 든 것을 다 마신 후 잔을 받은 것이 아니라 소크라테스에게 아직 마시지 않은 잔을 바치는 것으로 받아들여진다. 유일하게 고요한 두 사람인 소크라테스와 플라톤은 이와 대조를 이루는 푸른빛이 도는 흰색 옷을 입고 있다. 이 그림의 차분한 색채는 다비드의 《호라티우스 형제의 맹세》에 대하여 비평가들이 그의 색채를 "화려하다"(garish)라고 불렀던 것에 대한 반응일 수 있다.
다비드는 원래 플라톤의 대화편에 묘사된 많은 등장인물을 제거하여 장면을 단순화하였다. 또한 플라톤을 비롯한 소크라테스의 많은 제자들의 나이를 표현하는 데 어느 정도의 예술적 허용을 보여주었다. 소크라테스는 노인이지만 당대의 70세 노인의 사실적 묘사보다 훨씬 더 잘생기고 건장한 모습으로 묘사되어 있으며, 그의 얼굴도 일반적으로 소크라테스의 초상화로 사용되는 고전적인 흉상보다 훨씬 더 이상적으로 묘사되어 있다. 플라톤은 소크라테스가 죽었을 당시 청년이었지만 이 그림에서 그는 침대 발치에 앉아 있는 노인이다. 다비드는 이 그림을 플라톤이 글을 쓰면서 상상 속에서 그 장면을 떠올리고 있는, 노년의 플라톤의 상상으로 설정하였을 수도 있다.
다비드는 소크라테스의 허벅지를 움켜쥐고 있는 청년 크리톤 아래에 자신의 전체 서명을, 플라톤 아래에 자신의 이니셜을 넣어 두 곳에 서명을 하였다. 다비드의 서명 배치는 종종 상징적인 의미를 지니기도 했는데, 예를 들어 스타니스와프 코스트카 포토키의 그림에서 다비드는 보모를 향해 짖고 있는 개의 목줄에 서명을 하였다. 《소크라테스의 죽음》에서 그의 서명에도 의미가 있다. 플라톤 아래 그의 이니셜은 이 이야기가 플라톤에서 비롯되었다는 사실에 대한 언급이며, 영감에 대한 감사의 표시이다. 크리톤 아래 더 완전한 서명은 이 사람이 작가가 가장 동일시하는 인물이라는 것을 의미한다. 이것은 작품에서 소크라테스의 허벅지를 움켜쥐는 크리톤의 위치에 대한 참조일 수 있다. 이와 같이 다비드는 소크라테스가 대표하는 도덕과 가치에 대한 집착을 가진 인물로 보여진다.

## 제작과 역사
다비드는 왕실의 의뢰가 아닌 1786년 당시 20세였던 트뤼덴 드 몽티니의 막내아들이자 부유한 샤를미셸 트뤼덴 드 라 사블리에르로부터 직접 개인 의뢰를 받아 이 작품을 완성하였다. 트뤼덴은 드니 디드로가 집필을 고려했지만 끝내 완성하지 못한 드라마에 흥미를 느꼈다. 디드로가 미완성으로 남긴 극적인 장면 중 하나가 그의 죽음이었고, 이 장면이 그림 의뢰로 이어졌다. 당시 다비드의 친구였던 앙드레 셰니에 역시 "트뤼덴 소사이어티"의 회원이었으며, 다비드는 가르치는 동안 잔을 향해 손을 뻗는 소크라테스의 자세와 같은 문제에 대해 셰니에의 제안을 따랐던 것으로 보인다. 일반적으로 소크라테스는 당시 계몽주의 가치의 한 예로서 존경할 만한 합리성과 자제력을 가지고 진리에 충실했던 인물로 인기를 끄는 주제였다.
다비드는 1782년에 일찍이 초기 표현법을 만들었고, 의뢰가 들어온 뒤 이 초기 표현법으로 돌아갔다. 그는 헬레니즘 학자이자 이 분야의 학자이기도 하였던 장 아드리 신부에게 소크라테스의 죽음에 대한 자문을 구하였다. 아드리 신부의 편지 중 하나가 오늘날까지 전해지는데, 이 편지에서 그는 플라톤을 움직이지 않는 모습으로 표현하고(플라톤이 실제 존재하지는 않았지만), 크리톤은 더 감정적인 모습으로 보여야 하며, 아폴로도로스(그림 맨 오른쪽)는 눈에 띄게 감정으로 가득 차 있어야 한다고 권고하였다.
다비드가 장례식 장면 묘사를 연구하고 많은 예제를 그리기 시작한 것은 로마를 처음 여행했을 때였다. 다비드의 주요 작품 중 상당수는 이러한 장례식 그림에서 비롯되었다. 《소크라테스의 죽음》에서 다비드는 죽음에 대한 한 철학자의 접근 방식을 살펴본다. 소크라테스는 죽음을 별개의 실제 영역으로, 존재의 끝이 아닌 삶과 다른 존재의 상태로 보았기 때문에 금욕적이고 차분하다. 그림 속 소크라테스의 제스처는 그가 죽음을 앞둔 순간에도 여전히 가르치고 있음을 보여준다.

## 비슷한 그림
다비드와 동시대 화가인 피에르 페이롱도 1787년경 소크라테스의 죽음을 예술적으로 표현한 그림을 그렸다. 페이롱의 작품과 다비드의 작품 모두 1787년 같은 살롱에 전시되었다. 두 사람은 모두 로마에 위치한 프랑스 아카데미의 원장이 되기를 희망하는 등 이전부터 경쟁 관계에 있었는데, 비평가들은 이 두 그림이 결정적으로 다비드에게 유리하게 작용했다고 생각하였다. 포토키 백작은 페이롱의 작품이 "그가 얼마나 아래에 있는지를 대중에게 증명함으로써 다비드 그림의 수준을 보여줬다"고 조롱하였다.
소크라테스의 죽음을 묘사한 다른 그림은 18세기 전반 이탈리아의 예술가 잠베티노 치냐롤리가 그린 작품이다. 치냐롤리의 작품에는 이미 죽은 소크라테스가 고뇌에 찬 추종자들에게 둘러싸여 있다.
소크라테스의 죽음에 대한 또 다른 묘사는 프랑스 화가 자크 필립조셉 드 생캉탱이 그린 것이다. 현재 프랑스 파리의 에콜 국립 고등 미술학교에 소장되어 있는 이 작품은 1738년경에 그려졌다.

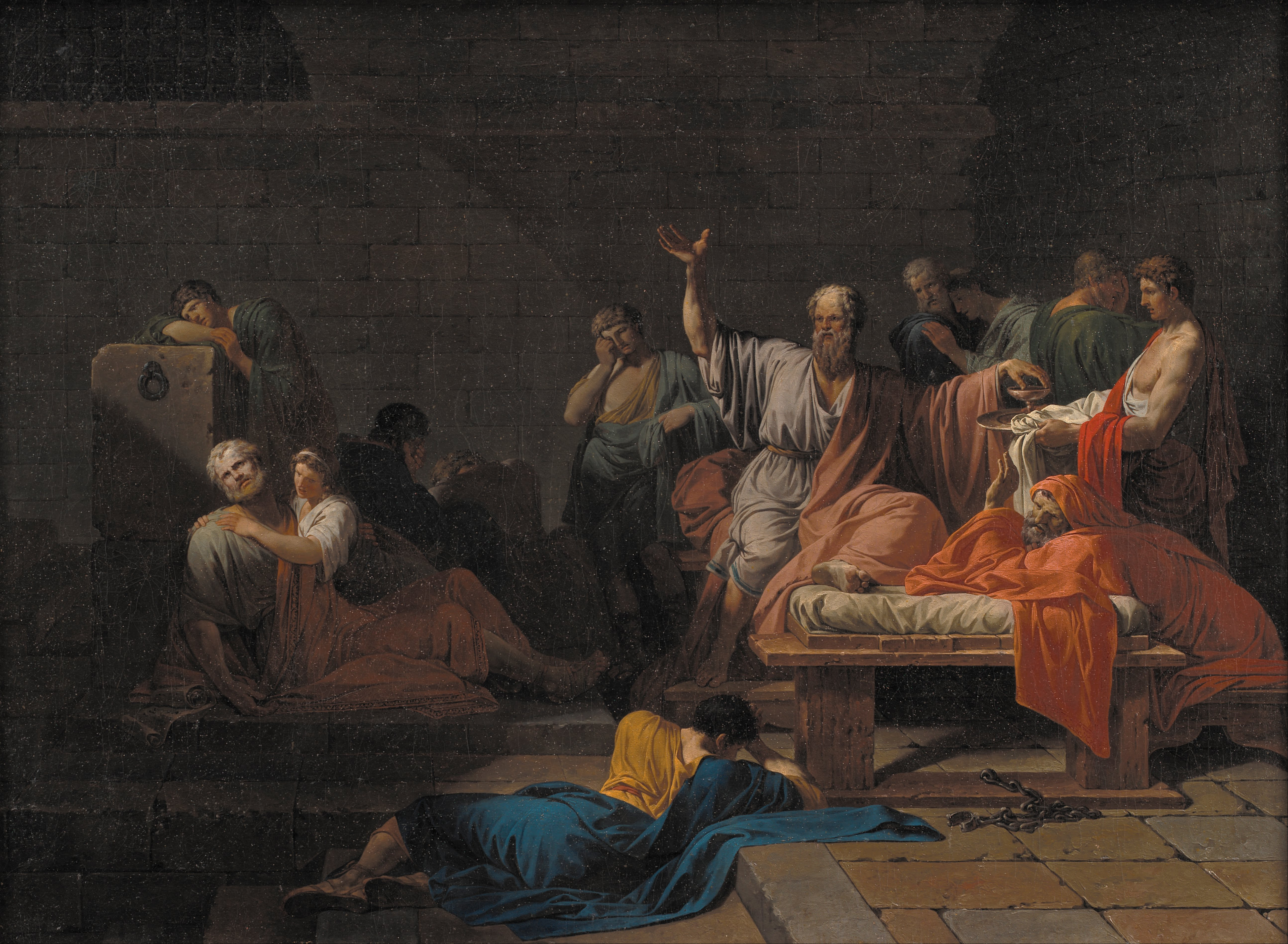
피에르 페이롱의 《소크라테스의 죽음》
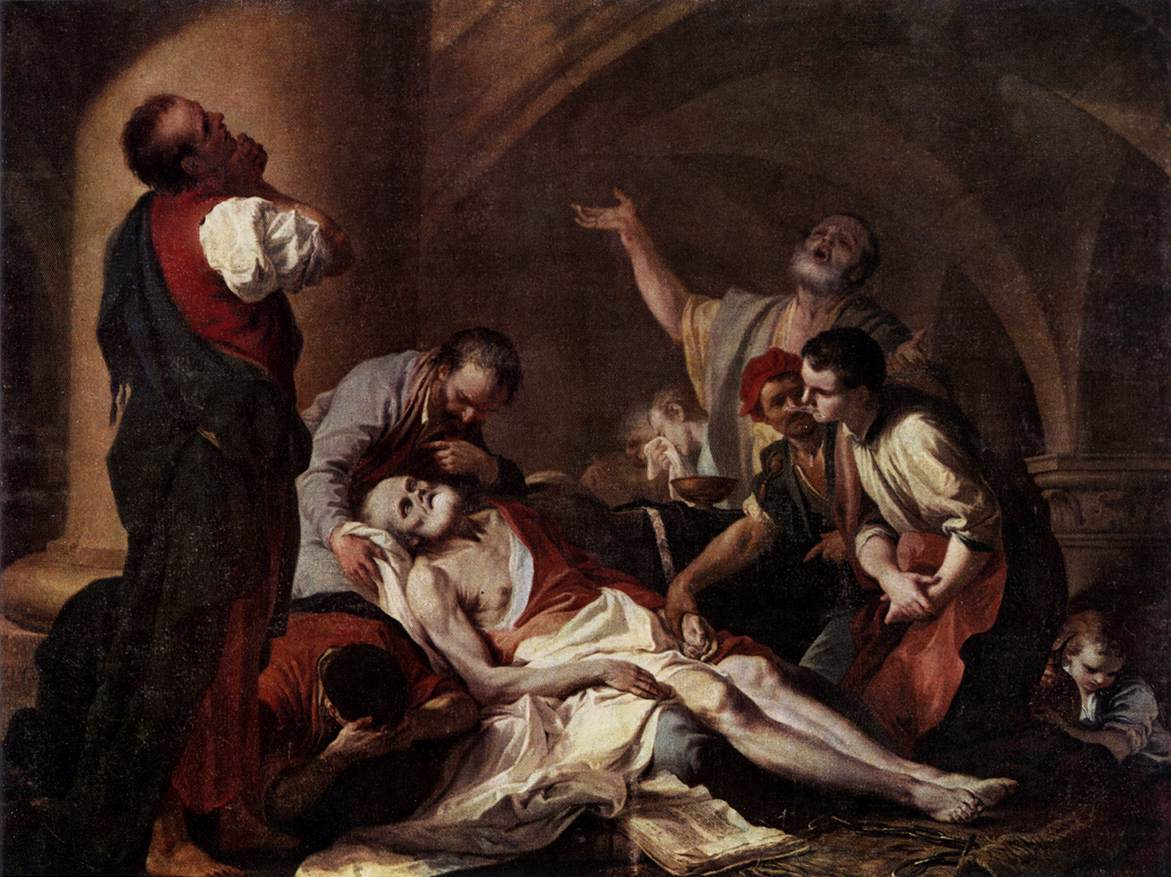
잠베티노 치냐롤리의 《소크라테스의 죽음》
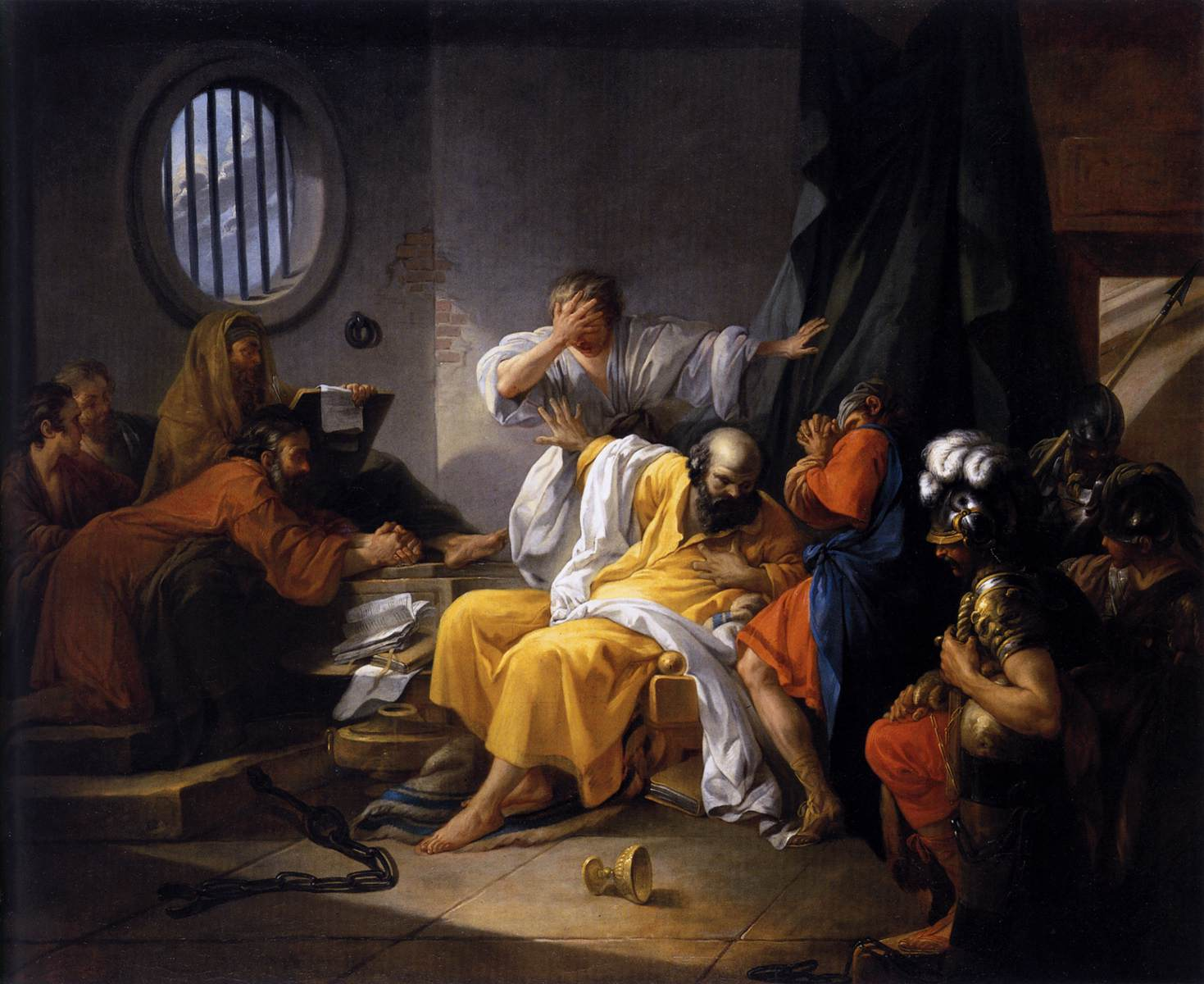
자크 필립조셉 드 생캉탱의 《소크라테스의 죽음》

## 공개와 반응
다비드는 1787년 공식 미술 전시회인 파리 살롱에서 이 그림을 처음 선보였다. 이 그림은 다비드의 동시대 사람들 사이에서 즉각적인 찬사를 받았다. 영국 화가 조슈아 레이놀즈는 《소크라테스의 죽음》을 "바티칸의 시스티나 성당과 라파엘로의 방 이후 가장 위대한 예술 작품"이라고 평하였다. 프랑스 주재 미국 장관인 토머스 제퍼슨은 이 그림이 1787년 살롱 최고의 작품이며 "훌륭하다"고 평하였다. 그림이 충분히 성공적이자 다비드는 1791년 살롱에 다시 출품하였고, 변화된 정치 환경으로 인하여 초기 프랑스 혁명의 분위기에 잘 맞는 영웅적 이야기로 여전히 관심을 끌었다.
1826년 그리스 독립 전쟁 기금 마련을 위한 전시회에서 《소크라테스의 죽음》을 비롯한 다비드의 작품 대부분이 갤러리 르브룅에 전시되었다. 이 전시회는 다비드를 싫어하고 그의 시신을 프랑스에 매장하는 것을 거부하였던 부르봉 왕정복고 이후 왕당파 정부의 반발로 많은 관심을 끌었으며, 《소크라테스》보다 그의 혁명 시대 그림이 더 많은 관심을 받았다.

## 소장
1794년 공포 정치 기간에 샤를 미셸 트뤼덴 드 라 사블리에르와 그의 형이 처형된 후, 이 그림은 형의 아내 루이즈 미콜 드 쿠르베통, 마담 트뤼덴 드 몽티니에게 전달되었다. 이 그림은 1809년부터 1870년까지 올리비에 드 생 조르주 드 베락과 그의 아내를 포함한 여러 사람에게 상속과 개인 판매를 통해 넘어갔다. 1931년 이 그림은 뉴욕의 메트로폴리탄 미술관에 팔렸고 그 이후로 지금까지 보관되고 있다.

## 주해
1. ↑  다른 출처에 따르면 트뤼덴 형제가 샤를루이 또는 샤를미셸 중 누구에게 의뢰를 했는지는 불분명하다고 전한다.[6]